# Урунходжа Эшон ибн Ахмадходжа
Урунходжа Эшон ибн Ахмадходжа (тадж. Ӯрунхоҷа Эшон ибни Аҳмадхоҷа; 1830—1928) — исламский религиозный деятель, правовед, учёный-богослов, мударис (учитель). Был известен как муфассир (толкователь корана), (эксперт по хадисам — изречениям пророка Мухаммеда), мыслитель, муршид (наставник), захид (подвижник).

## Биография
Родился в 1830 году в городе Худжанде Кокандского ханства (ныне город Худжанд Согдийской области Республики Таджикистан) в семье известного религиозного деятеля, ученого устаза Ахмадходжа Эшона — последователя суфийского тариката (ордена) накшабанди, мудариса медресе Худжанда.
Когда Урунходжа Эшону исполнилось 13 лет, не по годам смышленого мальчика отправили учиться в Бухару в медресе Мири Араб. Его наставниками стали известные ученые-богословы Бухары. Именно под их влиянием сформировалось мировоззрение подростка, его приверженность тарикату Накшбанди. Большое влияние на него оказали встречи и беседы с выдающимся муфассиром и мухаддисом 19 века Миян Маликом Махсуми.
После окончания обучения молодой богослов и правовед начал свою деятельность в городах Самарканде и Худжанде.
Вскоре он женился на Ойпошохон Пошо, дочери своего покровителя Саид Мухаммад хон Эшон, женитьба повысила социальный статус Урунходжа Эшона. В виде приданого он получил большую библиотеку редких книг и богатейшую коллекцию рукописей по исламу. С детства он владел несколькими языками: прекрасно говорил на арабском, тюркском и русском. Он владел большими земельными наделами под Самаркандом, Худжандом и в Ферганской долине. При этом жил скромно и значительную часть своих доходов тратил на благотворительность и образование.
Его девизом было стремится к чистой акийде (вероубеждению) и подлинно чистому исламу, изучать Коран и сунну, следовать им, распространять исламское просвещение. Он был против фанатизма и суеверия.
Неоднократно в своих научных беседах он говорил, что является приверженником ханафитского мазхаба и последователем и продолжателем родственной линии Насыр-ад-дина Убайдуллаха ибн Махмуда Шаши, известного в мире как святой Ходжа Ахрар.
Похоронен Урунходжа Эшон в своем родовом кладбище «Ахрориен» в селе Хистеварз под Худжандом.